# Уязд-Дольни
Уязд-Дольни (пол. Ujazd Dolny, нім. Nieder Mois) — село в Польщі, у гміні Уданін Сьредського повіту Нижньосілезького воєводства.
Населення — 221 особа (2011).
У 1975-1998 роках село належало до Легницького воєводства.

## Демографія
Демографічна структура станом на 31 березня 2011 року:
|          | Загалом | Допрацездатний вік | Працездатний вік | Постпрацездатний вік |
| -------- | ------- | ------------------ | ---------------- | -------------------- |
| Чоловіки | 113     | 16                 | 82               | 15                   |
| Жінки    | 108     | 13                 | 62               | 33                   |
| Разом    | 221     | 29                 | 144              | 48                   |